# Vakaga
La Vakaga est l'une des 16 préfectures de la République centrafricaine. Elle couvre une superficie de 46 500 km2 et était peuplée de 52 255 habitants au recensement de 2003. Cela donne une densité de population extrêmement faible d'un peu plus d'un habitant par km².
Cette situation de sous-peuplement est le résultat de la capture de la plupart des habitants de la région par des marchands d'esclaves venus du Soudan voisin dans la deuxième moitié du XIXe siècle.
Le chef-lieu de la préfecture est Birao.

## Géographie

### Situation
La Vakaga est située au Nord-Est de la République centrafricaine, elle est limitée :
- au Nord par la république du Tchad, région du Sila,
- au Nord-Est par la république du Soudan, État du Darfour du Sud,
- à l'Est par la république du Soudan du Sud, État du Bahr el Ghazal occidental,
- au Sud par la préfecture de Haute-Kotto,
- au Sud-Ouest par la préfecture de Bamingui-Bangoran,
- au Nord-Ouest par la république du Tchad, région du Salamat.

| Salamat           | Sila        | Darfour du Sud            |
|                   | Vakaga      | Bahr el Ghazal occidental |
| Bamingui-Bangoran | Haute-Kotto |                           |

Durant six mois dans l'année, pendant la saison des pluies, la Vakaga est une île, livrée à elle-même et coupée du monde par les eaux des rivières en crue.

## Administration
La Vakaga constitue avec la Haute-Kotto et la Bamingui-Bangoran, la région Fertit, numéro 5 de la République centrafricaine.

### Sous-préfectures et communes
La Vakaga est divisée en deux sous-préfectures et trois communes :
| - Sous-préfecture de Birao : - Ridina - Ouandja |  |  | - Sous-préfecture de Ouanda Djallé : - Vokouma |

Les trois communes de la Vakaga sont constituées de 121 villages.
| Sous-préfectures | communes | superficie (km²) | population (hab. 2015) | villages (nbre 2003) | quartiers (nbre 2003) |
| Birao            | Ouandja  | 19 466,01        | 33 284                 | 60                   | 0                     |
| Birao            | Ridina   | 18 365,01        | 27 465                 | 53                   | 14                    |
| Ouanda Djallé    | Vokouma  | 8 907,92         | 4 944                  | 8                    | 0                     |

## Économie
La préfecture se situe dans la zone de cultures vivrières à mils dominants. La pêche fluviale traditionnelle est pratiquée sur les rivières Bahr Oulou et Ouandja.
Les ressources minières potentielles sont constituées par les gisements non exploités de pétrole reconnus au sud-est de Birao.
La Vakaga est tournée vers le Soudan. L'accès à Nyala, la grande ville soudanaise, est en effet bien plus simple que la route difficile et dangereuse vers la capitale Bangui, longue de 1 000 km et qui passe à travers un territoire sur lequel l’État centrafricain n'exerce aucun contrôle.
La frontière avec le Tchad est en théorie fermée depuis 2014.